# Председатель Конституционного суда Российской Федерации
Председатель Конституционного суда Российской Федерации — государственное должностное лицо судебной власти, руководящее Конституционным судом и осуществляющее иные полномочия и обязанности предусмотренные законом.

## Назначение на должность Председателя Конституционного суда России
Председатель Конституционного суда России назначаются на должность Советом Федерации по представлению Президента Российской Федерации сроком на 6 лет.
Председатель Конституционного суда России по истечении срока полномочий может быть назначен на должность на новый срок.
Председатель Конституционного суда России по личному письменному заявлению может сложить с себя полномочия. Сложение полномочий констатируется решением Конституционного суда России.
Полномочия Председателя Конституционного суда России могут быть досрочно прекращены Советом Федерации по представлению Президента России без прекращения его полномочий судьи Конституционного суда России в случае, если решением Конституционного суда России установлено, что Председатель Конституционного суда России не исполняет должностные обязанности или исполняет их ненадлежащим образом. Такое решение Конституционного суда России принимается большинством не менее 2/3 голосов от числа действующих судей Конституционного суда России тайным голосованием в порядке, установленном Регламентом Конституционного суда России.
Лицо, занимающее должность Председателя Конституционного суда России, с прекращением полномочий судьи Конституционного суда России одновременно утрачивает статус Председателя Конституционного суда России.
Если должность Председателя Конституционного суда России окажется вакантной, он назначается на должность в порядке, установленном статьей 23. По истечении срока полномочий он продолжает исполнять свои обязанности до назначения на должность нового Председателя Конституционного суда России.

## Полномочия Председателя Конституционного суда России
Полномочия Председателя Конституционного суда указаны в статье 24 Федерального конституционного закона от 21.07.1994 № 1-ФКЗ «О Конституционном Суде Российской Федерации».
Председатель Конституционного суда России:
- руководит подготовкой заседаний Конституционного суда России, созывает их и председательствует на них;
- вносит на обсуждение Конституционного суда России вопросы, подлежащие рассмотрению в его заседаниях;
- представляет Конституционный суд России в отношениях с государственными органами и организациями, общественными объединениями, по уполномочию Конституционного суда России выступает с заявлениями от его имени;
- осуществляет общее руководство аппаратом Конституционного суда России, представляет на утверждение Конституционного суда России кандидатуры руководителя аппарата и руководителя Секретариата суда, Положение о Секретариате Конституционного суда России, численность и структуру аппарата;
- осуществляет другие полномочия предусмотренные законом и Регламентом Конституционного суда России.

Председатель Конституционного суда России издает приказы и распоряжения.

## Председатель Конституционного суда РСФСР
- Валерий Зорькин 29 октября 1991 — 16 мая 1992

## Председатели Конституционного суда РФ
| № п/п | Председатель     | Портрет | Срок полномочий                   | Назначен Советом Федерации по представлению президента |
| ----- | ---------------- | ------- | --------------------------------- | ------------------------------------------------------ |
| 1.    | Валерий Зорькин  |         | 16 мая 1992 — 6 октября 1993      | Борис Ельцин                                           |
| и. о. | Николай Витрук   |         | 6 октября 1993 — 13 февраля 1995  | Борис Ельцин                                           |
| 2.    | Владимир Туманов |         | 13 февраля 1995 — 20 февраля 1997 | Борис Ельцин                                           |
| 3.    | Марат Баглай     |         | 20 февраля 1997 — 21 февраля 2003 | Борис Ельцин Владимир Путин                            |
| 4.    | Валерий Зорькин  |         | 21 февраля 2003 — н. в.           | Владимир Путин                                         |